# Station mondaine
Pour plus de détails, voir Fiche technique et Distribution.
Station mondaine est un court métrage  français réalisé par Marcel Gibaud en 1951.

## Synopsis
Historique humoristique sur le voyage, repos mondain, commençant par celui d'Adam chassé du paradis et contraint d'y trimballer une femme...

## Fiche technique
- Titre : Station mondaine
- Réalisation : Marcel Gibaud, assisté de Roger Fleytoux
- Scénario : Marcel Gibaud
- Photographie : Georges Delaunay
- Musique : Richard Cornu
- Société de production : La Société du Cinéma du Panthéon
- Producteur : Pierre Braunberger
- Directeur de production : Claude Hauser
- Format : Noir et blanc — 35 mm
- Distribution : Les Films de La Pléiade - Les Films du Jeudi
- Genre : Court métrage documentaire et fiction
- Métrage : 333 m
- Durée : 12 min
- Année : 1951

## Distribution
- Louis de Funès : le narrateur